# Heinrich Hubert Houben
Heinrich Hubert Maria Josef Houben, född 27 oktober 1875, död 28 juni 1940, var en tysk litteraturhistoriker.
Houben verkade som kritisk utgivare och författade även bland annat Studien über die Dramen Gutzkows (1899), Gutzkow-Funde (1901), Jungdeutscher Sturm und Drang (1911), samt J. P. Eckermann. Sein Leben für Goethe (2 band, 1924-27). I Verbotene Literatur (2 band, 1924-28) och Der gefesselte Biedermeyer (1924) samlade han värdefulla bidrag till den tyska censurens historia.